# Тверской государственный цирк
Тверской государственный цирк — развлекательное заведение в центре Твери. Современное здание цирка находится на Тверской площади.
Тверской цирк был открыт 14 ноября 1924 года в многоярусном деревянном здании на Советской улице напротив сохранившегося здания школы № 6.

В 1925 году здание сгорело, и цирковые представления шли в городском саду, летнем театре, здании государственного театра, передвижных цирках-шапито, а с 1932 года — в новом здании цирка-шапито. В 1941 году здание было уничтожено во время немецкой оккупации, в 1944 году (по другим данным — в 1946 году) восстановлено, в 1949 году сгорело, в 1950 году снова восстановлено.

В 1971 году построено и открыто здание цирка на Тверской площади архитектора А. Л. Сегала на 15 рядов и 1657 мест с высотой купола 18 метров, в котором цирк находится и в настоящее время.
В декабре 2022 года Тверской цирк закрылся на двухлетний ремонт. По плану работы по реконструкции здания цирка будут завершены 31 декабря 2024 года. Согласно проекту на работы по реконструкции цирка направят 1,45 миллиарда рублей из федерального бюджета по нацпроекту «Культура». Проектная документация по реконструкции цирка находится на рассмотрении Главгосэкспертизы России. Ожидается, что в первом квартале 2023 года будет получено положительное заключение.